# Lasippa sattanga
Lasippa sattanga är en fjärilsart som beskrevs av Moore. Lasippa sattanga ingår i släktet Lasippa och familjen praktfjärilar. Inga underarter finns listade i Catalogue of Life.